# 1943 في فرنسا
فيما يلي قوائم الأحداث التي وقعت خلال عام 1943 في فرنسا.

## رياضة
- 25 أبريل – سباق باريس روبيه 1943 الفائزون مارسيل كينت، Louis Thiétard [الإنجليزية]‏، Jules Lowie [الإنجليزية]‏.
- 25 أبريل – سباق باريس روبيه 1943 الفائزون مارسيل كينت، Louis Thiétard [الإنجليزية]‏، Jules Lowie [الإنجليزية]‏.

## ظهور
- 1 يناير – الذباب عمل أدبي.
- 1 يناير – لا مخرج

## كتب
من الكتب التي صدرت هذه السنة في فرنسا:
- 6 أبريل – الأمير الصغير من تأليف أنطوان دو سانت إكزوبيري.

## مواليد

### فبراير
- 7 فبراير – أندريه فيلهلم درّاج طريق فرنسي.
- 11 فبراير – بيير ماتينيون درّاج طريق فرنسي.
- 11 فبراير – سيرج لاما مغني فرنسي.
- 17 فبراير – جيرار رينالدي

### أبريل
- 8 أبريل – جان-ماري روار
- 20 أبريل – فلوري دي ناللو لاعب كرة قدم سابق.
- 23 أبريل – هيرفي فيليتشايز
- 28 أبريل – جاك ديترون

### مايو
- 1 مايو – دومينيكو رو عالم اقتصاد فرنسي.

### يونيو
- 14 يونيو – جاك بولج
- 15 يونيو – جوني هوليداي

### يوليو
- 5 يوليو – ميشيل بون رجل أعمال فرنسي.

### أغسطس
- 7 أغسطس – ألان كورنو مخرج أفلام فرنسي.
- 14 أغسطس – جان دومون درّاج طريق فرنسي.
- 30 أغسطس – جان كلود كيلي

### سبتمبر
- 9 سبتمبر – هيلين فنسنت ممثلة فرنسية.
- 29 سبتمبر – روبرت نوزاريه

### أكتوبر
- 1 أكتوبر – جان جاك أنو
- 12 أكتوبر – إيلان هاليفي
- 22 أكتوبر – كاترين دينوف ممثلة فرنسية.
- 31 أكتوبر – بيير ويليام غلين مصوّر سينمائي فرنسي.

### نوفمبر
- 15 نوفمبر – شانتال شواف كاتبة فرنسية.
- 21 نوفمبر – جاك لافيت

### ديسمبر
- 24 ديسمبر – كريستيان ريمون دراج فرنسي.

## وفيات

### فبراير
- 9 فبراير – هنري ريتشارد (مواليد 1873) ممثل فرنسي.

### أبريل
- 7 أبريل – ألكسندر ميلران (مواليد 1859)

### يوليو
- 8 يوليو – جان مولان (مواليد 1899) سياسي فرنسي.

### أغسطس
- 24 أغسطس – سيمون فايل (مواليد 1909)

### أكتوبر
- 19 أكتوبر – كاميل كلوديل (مواليد 1864)